# Капестрано
Капестрано (итал. Capestrano) — коммуна в Италии, расположена в области Абруццо, подчиняется административному центру Л’Акуила.
Население составляет 963 человека (на 2005 г.), плотность населения составляет 22,35 чел./км². Занимает площадь 43,08 км². Почтовый индекс — 67022. Телефонный код — 0862.
Покровителем населённого пункта почитается святой Иоанн Капистранский. Праздник ежегодно празднуется 23 октября.